# 松原市立松原中学校
松原市立松原中学校（まつばらしりつ まつばらちゅうがっこう）は、大阪府松原市にある公立中学校。

## 沿革
1947年の学制改革の際、松原町立中学校として開校した。当初は松原町立小学校（現在の松原市立松原小学校）の校舎の一部を借用していたが、1947年6月には松原町阿保・旧高射砲陣地跡に移転した。さらに1948年には松原町大字上田217番地（現在の松原市上田3丁目）に移転した。
1951年には学校敷地を共用する形で、大阪府立河南高等学校定時制松原分校が開校した。当時近隣に公立高校がなかったという背景に基づき、地域の生徒に高校教育の機会を与えるためとして、当時の松原町議会が誘致して開校している。中学校はさらに1956年12月、現在地に移転している。
旧敷地はしばらく河南高校定時制松原分校の単独校舎として使用されていたが、同分校廃校後は松原市立第三保育所などに転用されている。

### 年表
- 1947年4月1日 - 松原町立中学校として開校。
- 1948年4月8日 - 大字上田に移転。
- 1955年2月1日 - 合併による松原市の市制施行に伴い、松原市立松原中学校に改称。
- 1956年12月 - 現在地に移転。

## 通学区域
- 松原市立松原小学校、松原市立松原西小学校、松原市立河合小学校の通学区域。

## 交通
- 近鉄南大阪線河内松原駅（出口1）から、徒歩約415m・約7分（最短ルート移動した場合）。

## 学校周辺
- 大阪府立生野高等学校
- 総合福祉会館
- 国道309号
- 近鉄南大阪線河内松原駅
- 近商ストア松原店
- 松原市立松原小学校

## 有名な卒業生
- 時任三郎（俳優・歌手）
- 叶美香（玉井美香）
- 西矢椛（東京オリンピックスケートボード女子ストリート金メダリストで、日本人史上最年少の金メダリスト[1]。）